# Xandra Velzeboer
Xandra Velzeboer (ur. 7 września 2001 w Culemborgu) – holenderska łyżwiarka szybka specjalizująca się w short tracku, mistrzyni olimpijska z Pekinu 2022, mistrzyni świata seniorów i juniorów oraz wicemistrzyni Europy.

## Życie prywatne
Córka shorttrackisty Marca Velzeboera. Jej siostra Michelle Velzeboer również uprawia short track.

## Wyniki

### Igrzyska olimpijskie
- Pekin 2022
  - 500 m – 16. miejsce
  - 1000 m – 5. miejsce
  - 1500 m – 5. miejsce
  - sztafeta kobiet – 1. miejsce
  - sztafeta mieszana – 4. miejsce

### Mistrzostwa świata
- Dordrecht 2021
  - 500 m - 7. miejsce
  - 1000 m - 11. miejsce
  - 1500 m - 3. miejsce
  - wielobój - 6. miejsce
  - sztafeta kobiet - 1. miejsce

### Mistrzostwa Europy
- Gdańsk 2021
  - 500 m - 3. miejsce
  - 1000 m - 9. miejsce
  - 1500 m - 6. miejsce
  - wielobój - 6. miejsce
  - sztafeta kobiet - 2. miejsce

### Mistrzostwa świata juniorów
- Tomaszów Mazowiecki 2018
  - 500 m - 3. miejsce
  - 1000 m - 33. miejsce
  - 1500 m - 30. miejsce
  - wielobój - 5. miejsce
  - sztafeta kobiet - 5. miejsce
- Montreal 2019
  - 500 m - 2. miejsce
  - 1000 m - 25. miejsce
  - 1500 m - 7. miejsce
  - sztafeta kobiet - 8. miejsce
- Bormio 2020
  - 500 m - 1. miejsce
  - 1000 m - 6. miejsce
  - 1500 m - 9. miejsce
  - sztafeta kobiet - 1. miejsce